# Семанишин Григорій Петрович
Григо́рій Петро́вич Семани́шин (29 листопада 1973 — 18 січня 2016) — доброволець, командир підрозділу ДУК ПС, учасник російсько-української війни. Один із «кіборгів».

## Життєпис
Закінчив івано-франківську ЗОШ № 5. Одружився 07.02.1996 року, проживав із дружиною Лесею та з донькою Семанишин Веронікою у м. Івано-Франківську по вул. Надвірнянська, але після розлучення 2009 році переїхав в с. Горохолино, де колись проживала його бабця. Другий раз одружився 2015 році на Світлані — дітей не було. Майстер спорту з боротьби.
Багато років підтримував ВО «Свобода» та брав участь у політичних акціях і мітингах. Поїхав працювати далекобійником до Польщі. 2013 року, перебуваючи в Німеччині, довідався про Майдан. 18 січня 2014 року він вже був на Хрещатику.
На початку червня з Майдану добровольцем поїхав у зону бойових дій, псевдо «Семен», начальник штабу Окремої тактичної групи імені капітана Воловика Добровольчого Українського Корпусу «Правий сектор». Двічі був на зачистці Карлівки, одним із перших відстоював ДАП. За його словами, в одному з боїв загін з 36 чоловік протистояв проти ополченців, серед яких були і «спецназівці», під час атаки загинуло 3 вояки та 1 поранений, втрати у противника оцінено десятками убитих.
Від його псевда «Семен» назвали бойову групу «Семінарія». Брав участь у боях за Іловайськ, Дебальцеве, Опитне, Піски. 18 січня 2016 року загинув поблизу ДАП в результаті підриву на вибуховому пристрої з розтяжкою, коли з групою повертався із завдання. Лікарі боролися за його життя, але їм це не вдалося.
22 січня 2016 року похований з військовими почестями в м. Івано-Франківську, Меморіальний сквер. Увесь шлях похоронної процесії був викладений свічками, люди проводжали на колінах.
Залишилися від першого одруження — донька Вероніка та вагітна, на той час, друга дружина Світлана, батьки Зінаїда та Петро. 27 березня 2016 року друга дружина Григорія народила хлопчика. Таким чином залишилось двоє дітей — Вероніка і син, який народився 2016 році[джерело?].

## Нагороди
- В 2021 році був нагороджений орденом «За мужність» III ступеня (посмертно)[1].
- Нагороджений відзнакою ДУК ПС «Бойовий Хрест Корпусу» (посмертно)[2].

## Вшанування пам'яті
- У березні 2016 року на фасаді 5-ї школи в Івано-Франківську встановили меморіальну дошку;
- 20 травня 2016 року біля стін Горохолинського НВК відкрито меморіальну дошку Григорію Семанишину;
- 25 квітня 2019 року йому присвоєно звання «Почесний громадянин міста Івано-Франківська» (посмертно).
- Вшановується в меморіальному комплексі «Зала пам'яті», в щоденному ранковому церемоніалі 18 січня[3][4].